# Lista de celulares mais vendidos
Esta é uma lista com 15 dos aparelhos celulares mais vendidos de todos os tempos.
- 1. Nokia 1100 (250 milhões de unidades vendidas)[1]
- 2. Nokia 1110 (247.5 milhões de unidades vendidas)[2]
- 3. iPhone 6 e 6+ (222.4 milhões de unidades vendidas)
- 4. iPhone 6S e 6S+ (174.1 milhões de unidades vendidas)
- 5. Nokia 3210 (161 milhões de unidades vendidas)
- 6. iPhone 7 e 7+  (159.9 milhões de unidades vendidas)
- 7. iPhone 11, 11 Pro, e 11 Pro Max (159.2 milhões de unidades vendidas)
- 8. iPhone XR, XS e XS Max (151.1 milhões de unidades vendidas)
- 9. Nokia 1200 (150 milhões de unidades vendidas)
- 10. Nokia 6600 (150 milhões de unidades vendidas)
- 11. Nokia 5230 (150 milhões de unidades vendidas)
- 12. Samsung E1100 (150 milhões de unidades vendidas)
- 13. iPhone 5 (146.2 milhões de unidades vendidas)
- 14. Nokia 2600 (135 milhões de unidades vendidas)
- 15. Motorola RAZR V3 (130 milhões de unidades vendidas)